# Клим Параска Фоківна
Клим Параска Фоківна (26 жовтня 1922, село Виженка, тепер Вижницького району Чернівецька область — 13 травня 1997, село Виженка) — українська вишивальниця і ткаля, заслужений майстер народної творчості УРСР (з 1960, за іншими даними — з 1961 року).

## Біографія
Народилася в селі Виженка. Брла участь у районних, обласних, всеукраїнських мистецьких виставках від 1948 року. Сестра П. Клим, Анастасія Фоківна Клим (1923—2004), так само була майстринею художньої вишивки.

## Творчість
Вишивала хрестиком, низинкою, бісером жіночі й чоловічі сорочки, блузки, рушники, скатерки, серветки, доріжки з геометричним орнаментом, який компонувала сама. Володіла різними техніками художнього ткацтва, виготовляла ворсові килими, ліжники. Найулюбленіша гама її вишивок — сполучення жовтого, коричневого або вишневого та зеленого кольорів.
Твори П. Клим зберігаються в Чернівецькому краєзнавчому музеї, багатьох музеях Києва, Львова, Івано-Франківська та Москви. У фондах та постійнодіючій експзиції Чернівецького обласного художнього музею представлено 11 творів Параски Клим.

## Виноски
1. ↑  М. В. Іванюк (2013). Клим Анастасія Фоківна. Енциклопедія Сучасної України: електронна версія (вебсайт). Інститут енциклопедичних досліджень НАН України. Архів оригіналу за 29 Серпня 2021. Процитовано 26 серпня 2021.
2. ↑  Т. Ніколаєва. Український костюм [Архівовано 29 Серпня 2021 у Wayback Machine.]. — 2020. — С. 245.
3. ↑  О. Денисова. Сорочка, створена Параскою Клим. Сторінка Чернівецького обласного художнього музею у Фейсбук. Архів оригіналу за 29 Серпня 2021. Процитовано 27 серпня 2021.